# Amt Stargarder Land
Związek Gmin Stargarder Land (niem. Amt Stargarder Land) – niemiecki związek gmin leżący w landzie Meklemburgia-Pomorze Przednie, w powiecie Mecklenburgische Seenplatte. Siedziba związku znajduje się w mieście Burg Stargard.
W skład związku wchodzi sześć gmin:
1. Burg Stargard
2. Cölpin
3. Groß Nemerow
4. Holldorf
5. Lindetal
6. Pragsdorf

## Zmiany administracyjne
25 maja 2014 gminę Cammin przyłączono do miasta Burg Stargard.